# Benito Tristany
Benito Tristany (1794 - 1847) est un prêtre et maréchal de camp espagnol carliste, qui a participé aux deux premières guerres carlistes avec d'être fusillé.
Il est l'oncle du général Rafael Tristany.

## Biographie
Né le 6 mars 1794 au manoir Tristany à Pinós, Benito Tristany suit des études supérieures à Solsona, et est ordonné prêtre à vingt-cinq ans.
En 1822, alors que le roi Ferdinand VII est écarté du trône par Rafael del Riego, Benito recrute des gens pour son soutien. Pour cela, il est assigné en justice par Joaquín Ibáñez Cuevas y de Valonga, baron d'Eroles, mais s'en sort et reçoit même le fort soutien de l'évêque de Solsona, Manuel Benito Tabernero. Il s'installe alors à Guissona puis bientôt Barcelone. 

### Première guerre carliste
Pour un article plus général, voir Première Guerre carliste.
Lors de la première guerre carliste, en 1833, il se rallie à Charles de Bourbon, prétendant carliste au trône, et se voit nommer maréchal de camp. Il parvient à réunir jusqu'à près de 1500 hommes en 1836. Le 21 avril 1837, il s'empare de Solsona et parvient à s'y maintenir jusqu'au 30 avril, avant d'être chassé par Ramon de Meer i Kindelán. Il mène ensuite 3500 soldats pour encercler Barcelone, mais se retire devant l'écrasante supériorité adverse. 
Bientôt placé sous les ordres du général Juan Antonio de Urbiztondo, dont il devient le second le 3 septembre 1837, il participe aux batailles de Prats de Lluçanès et Sant Joan de les Abadesses. Il est alors accusé de s'adonner librement au pillage et au vandalisme. Il passe plus tard sous le commandement de Ramon Cabrera puis émigre en France en 1840, lors de la défaite carliste. 

### Deuxième guerre carliste
Pour un article plus général, voir Deuxième Guerre carliste.
En 1846, lors de la Deuxième guerre carliste, il revient en Espagne. Il est alors l'un des premiers carlistes, avec Bartolomé Porrédon à prendre les armes et remporte différentes victoires. Il prend successivement Guissona, Calaf et Terrassa, mais est battu par le colonel Manzano puis capturé par le colonel Baxeras qui le remet au général Manuel Pavia. Celui-ci le fait alors fusiller le 17 mai 1847 à Solsona.